# Avinor
Avinor AS ist ein norwegisches Staatsunternehmen und Norwegens größter Eigentümer von Flughäfen.
Die Gesellschaft betreibt 45 Flughäfen, von denen sich zwölf im Eigentum der norwegischen Streitkräfte befinden. Zusätzlich besitzt Avinor Sicherheitsanlagen wie Radar-, Funk- und Sendeanlagen sowie Kontrollzentralen.

## Geschichte
Avinor ist aus dem früheren norwegischen Luftfartsverket hervorgegangen und wurde im Jahre 2003 als staatliche Aktiengesellschaft registriert. Avinor wird vom norwegischen Ministerium für Verkehr und Kommunikation (norw. Samferdselsdepartementet) verwaltet.
Stand 2018 erwirtschaften von den 45 durch Avinor betriebenen Flughäfen sieben einen Gewinn (Oslo-Gardermoen, Bergen, Bodø, Stavanger, Trondheim, Ålesund und Kristiansand), der den Betrieb der übrigen 38, meist kleineren Flughäfen, subventioniert; das übrige Defizit (2018: 1,2 Milliarden NOK) wird vom norwegischen Staat ausgeglichen.

## Tätigkeitsfeld
Das Tätigkeitsfeld von Avinor umfasst die Flugverkehrskontrolle auf Flughäfen, das Flugverkehrsmanagement im norwegischen Luftraum sowie die Wartung und den Betrieb der technischen Infrastruktur von Flugnavigationssystemen.

### Gliederung
Dem Air Navigation Service sind mehrere Bereiche untergeordnet. Ein Bereich kontrolliert den Flugverkehr an Flughäfen, der nächste den über dem norwegischen Festland und ein weiterer das Gebiet über dem Nordatlantik. Ein zusätzlicher Bereich ist die Betreuung der technischen Infrastruktur. Des Weiteren gibt es einen Bereich für Consulting.

### Technische Systeme
Der Air Navigation Services kümmert sich um die technische Ausstattung von Flughäfen und Flugverkehrsdiensten. Dazu gehören
- Flugverkehrsmanagementsysteme (ATS),
- Kommunikationssysteme (COM),
- Flugnavigationssysteme (NAV),
- Flugüberwachungssysteme (SUR),
- Fluginformationssysteme (AIS),
- meteorologische Systeme (MET).